# Belgian National Internet Exchange
Le Belgian National Internet Exchange (BNIX) est un point d'interconnexion Internet belge. Il a été mis en place en 1995 par le réseau national de la recherche Belnet.
Il permet aux fournisseurs d'accès à Internet (FAI) belges d'échanger du trafic en utilisant le protocole BGP. Ce point d'interconnexion améliore la qualité des transmissions en établissant entre les FAI des connexions plus rapides, plus directes, moins encombrées et moins onéreuses.
Plus de quarante fournisseurs d'accès sont actuellement connectés au BNIX.
En 2001 BNIX a ajouté deux hébergeurs en plus de son site de la rue de la Science: Interxion et Level(3). Depuis cette époque également, les échanges de trafic IPv6 et multicast sont possibles.
Le BNIX est membre de l'association européenne des points d'échanges internet, Euro-IX.

## Caractéristiques techniques
Le BNIX est construit autour d'un réseau de commutateurs ethernet répartis sur plusieurs sites et reliés entre eux en boucle par des interconnexions à 10 Gbit/s.
Les fournisseurs d'accès internet se connectent à un ou plusieurs des commutateurs par des connexions gigabit ethernet.